# 미국 국무부 동아시아 태평양 담당 차관보
미국 국무부 동아시아·태평양 담당 차관보는 미국 국무부의 동아시아·태평양국의 수장이다. 차관보는 아시아·태평양 지역 국가에 있는 미국 외교 기관의 운영을 지도하고, 국무부 장관과 정무 담당 차관보에게 해당 지역과 관련된 사항에 대해 조언한다.

## 극동 담당 차관보 시절 (1949~1966년)
| 대 | 이름                 | 임명             | 재임 기간       | 재임 기간       | 비고 |
| 대 | 이름                 | 임명             | 취임            | 퇴임            | 비고 |
| -- | -------------------- | ---------------- | --------------- | --------------- | ---- |
| 1  | 윌리엄 월튼 버터워스 | 1949년 9월 27일  | 1949년 9월 29일 | 1950년 7월 4일  |      |
| 2  | 딘 러스크            | 1950년 2월 8일   | 1950년 3월 28일 | 1951년 12월 9일 |      |
| 3  | 존 앨리슨            | 1952년 2월 1일   | 1952년 2월 1일  | 1953년 4월 7일  |      |
| 4  | 월터 로버트          | 1953년 3월 27일  | 1953년 4월 8일  | 1959년 6월 30일 |      |
| 5  | J. 그레이엄 파슨스   | 1959년 6월 5일   | 1959년 7월 1일  | 1961년 3월 30일 |      |
| 6  | 월터 P. 매카너기     | 1961년 4월 18일  | 1961년 4월 24일 | 1961년 12월 3일 |      |
| 7  | W. 에이버럴 해리먼   | 1961년 11월 29일 | 1961년 12월 4일 | 1963년 4월 3일  |      |
| 8  | 로저 힐스만          | 1963년 4월 25일  | 1963년 5월 9일  | 1964년 3월 15일 |      |

## 동아시아 태평양 담당 차관보 (1966~현재)
| 대 | 이름                  | 임명             | 재임 기간        | 재임 기간       | 비고                         |
| 대 | 이름                  | 임명             | 취임             | 퇴임            | 비고                         |
| -- | --------------------- | ---------------- | ---------------- | --------------- | ---------------------------- |
| 9  | 윌리엄 번디           |                  | 1964년 3월 16일  | 1969년 5월 4일  |                              |
| 10 | 마샬 그린             | 1969년 5월 1일   | 1969년 5월 5일   | 1973년 5월 10일 |                              |
| 11 | 로버트 S. 잉거솔      | 1973년 12월 19일 | 1974년 1월 8일   | 1974년 7월 9일  |                              |
| 12 | 필립 하비브           | 1974년 9월 19일  | 1974년 9월 27일  | 1976년 6월 30일 | 주한 미국 대사 (1971~1974년) |
| 13 | 리처드 홀브룩         | 1976년 6월 16일  | 1976년 7월 12일  | 1977년 3월 14일 |                              |
| 15 | 존 H. 홀드리지        |                  | 1981년 5월 28일  | 1982년 12월 9일 |                              |
| 16 | 폴 월포위츠           | 1982년 12월 16일 | 1982년 12월 22일 | 1986년 3월 12일 |                              |
| 17 | 가스톤 J. 시거 주니어 |                  | 1986년 3월 12일  | 1989년 2월 21일 |                              |
| 18 | 리차드 H. 솔로몬      |                  | 1989년 6월 23일  | 1992년 7월 10일 |                              |
| 19 | 윌리엄 클라크 주니어  |                  | 1992년 7월 10일  | 1993년 4월 23일 |                              |
| 20 | 윈스턴 로드           |                  | 1993년 4월 23일  | 1997년 2월 18일 |                              |
| 21 | 스탠리 오 로스        |                  | 1997년 8월 5일   | 2001년 1월 20일 |                              |
| 22 | 제임스 A. 켈리        | 2005년 3월 28일  | 2005년 4월 8일   | 2005년 1월 31일 |                              |
| 23 | 크리스토퍼 힐         |                  | 2005년 4월 8일   | 2009년 4월 21일 |                              |
| 24 | 커트 캠벨             |                  | 2009년 6월 2일   | 2013년 2월 8일  |                              |
| 25 | 다니엘 러셀           |                  | 2013년 7월 12일  | 2017년 3월 8일  |                              |
| 26 | 데이비드 스틸         |                  | 2019년 7월 20일  | 2021년 1월 20일 |                              |
| 27 | 대니얼 크리튼브링크   |                  | 2021년 9월 24일  | 현재            |                              |